# Villa de Guelma
La villa de Guelma est une voie du 18e arrondissement de Paris, en France.

## Situation et accès
La villa de Guelma est une voie publique située dans le 18e arrondissement de Paris. Elle débute au 26, boulevard de Clichy et se termine en impasse.
Le quartier est desservi par les lignes 2 et 12 à la station Pigalle.

## Origine du nom
Elle porte le nom de Guelma, une ville d'Algérie.

## Historique
Ouverte dans l'ancienne commune de Montmartre en 1838 sous le nom d'« impasse de Constantine », elle est rattachée à la voirie parisienne en 1863. Elle prend le nom d'« impasse de Guelma » par un arrêté préfectoral du 1er février 1877. 
En 1986, la dénomination « impasse » est changée en « villa » (arrêté préfectoral du 26 août 1986).

## Bâtiments remarquables et lieux de mémoire
Le no 5 de l'impasse voit passer son lot d'artistes : Suzanne Valadon et son fils, Maurice Utrillo, vers 1909, Gino Severini, vers 1909-1911, Georges Braque, vers 1912, et Raoul Dufy de 1911 à 1950. La plaque apposée sur le mur de la cour évoquant ces artistes n'est plus visible mais elle est citée en 1999 par Alain Dautriat, dans son ouvrage Sur les murs de Paris. Guide des plaques commémoratives. Subsiste une plaque commémorative de Raoul Dufy sur la façade nord de l'immeuble entre son atelier et celui de Suzanne Valadon. Un collectif d'artistes nommé la cage aux fauves (en hommage à la période fauve de Dufy) a intégré l'atelier d'encadrement des peintres et fait revivre le siècle bohème à travers ses photos sur plaque de verre au collodion humide.
Dans cette impasse se trouvait aussi le fameux bordel homosexuel de Mme Made (ou Madeleine), fréquenté par Marcel Jouhandeau.